# Billboardlistans förstaplaceringar 1987
Detta är en lista över 1987 års förstaplaceringar på Billboard Hot 100. 

## Listhistorik
| Datum        | Låt                                          | Artist                           |
| 3 januari    | "Walk Like an Egyptian"                      | The Bangles                      |
| 10 januari   | "Walk Like an Egyptian"                      | The Bangles                      |
| 17 januari   | "Shake You Down"                             | Gregory Abbott                   |
| 24 januari   | "At This Moment"                             | Billy Vera and the Beaters       |
| 31 januari   | "At this Moment"                             | Billy Vera & the Beaters         |
| 7 februari   | "Open Your Heart"                            | Madonna                          |
| 14 februari  | "Livin' on a Prayer"                         | Bon Jovi                         |
| 21 februari  | "Livin' on a Prayer"                         | Bon Jovi                         |
| 28 februari  | "Livin' on a Prayer"                         | Bon Jovi                         |
| 7 mars       | "Livin' on a Prayer"                         | Bon Jovi                         |
| 14 mars      | "Jacob's Ladder"                             | Huey Lewis & the News            |
| 21 mars      | "Lean on Me"                                 | Club Nouveau                     |
| 28 mars      | "Lean on Me"                                 | Club Nouveau                     |
| 4 april      | "Nothing's Gonna Stop Us Now"                | Starship                         |
| 11 april     | "Nothing's Gonna Stop Us Now"                | Starship                         |
| 18 april     | "I Knew You Were Waiting (for Me)"           | Aretha Franklin & George Michael |
| 25 april     | "I Knew You Were Waiting (for Me)"           | Aretha Franklin & George Michael |
| 2 maj        | "(I Just) Died in Your Arms"                 | Cutting Crew                     |
| 9 maj        | "(I Just) Died in Your Arms"                 | Cutting Crew                     |
| 16 maj       | "With or Without You"                        | U2                               |
| 23 maj       | "With or Without You"                        | U2                               |
| 30 maj       | "With or Without You"                        | U2                               |
| 6 juni       | "You Keep Me Hangin' On"                     | Kim Wilde                        |
| 13 juni      | "Always"                                     | Atlantic Starr                   |
| 20 juni      | "Head to Toe"                                | Lisa Lisa and Cult Jam           |
| 27 juni      | "I Wanna Dance with Somebody (Who Loves Me)" | Whitney Houston                  |
| 4 juli       | "I Wanna Dance with Somebody (Who Loves Me)" | Whitney Houston                  |
| 11 juli      | "Alone"                                      | Heart                            |
| 18 juli      | "Alone"                                      | Heart                            |
| 25 juli      | "Alone"                                      | Heart                            |
| 1 augusti    | "Shakedown"                                  | Bob Seger                        |
| 8 augusti    | "I Still Haven't Found What I'm Looking For" | U2                               |
| 15 augusti   | "I Still Haven't Found What I'm Looking For" | U2                               |
| 22 augusti   | "Who's That Girl"                            | Madonna                          |
| 29 augusti   | "La Bamba"                                   | Los Lobos                        |
| 5 september  | "La Bamba"                                   | Los Lobos                        |
| 12 september | "La Bamba"                                   | Los Lobos                        |
| 19 september | "I Just Can't Stop Loving You"               | Michael Jackson & Siedah Garrett |
| 26 september | "Didn't We Almost Have It All"               | Whitney Houston                  |
| 3 oktober    | "Didn't We Almost Have It All"               | Whitney Houston                  |
| 10 oktober   | "Here I Go Again"                            | Whitesnake                       |
| 17 oktober   | "Lost in Emotion"                            | Lisa Lisa and Cult Jam           |
| 24 oktober   | "Bad"                                        | Michael Jackson                  |
| 31 oktober   | "Bad"                                        | Michael Jackson                  |
| 7 november   | "I Think We're Alone Now"                    | Tiffany                          |
| 14 november  | "I Think We're Alone Now"                    | Tiffany                          |
| 21 november  | "Mony Mony"                                  | Billy Idol                       |
| 28 november  | "(I've Had) The Time of My Life"             | Bill Medley och Jennifer Warnes  |
| 5 december   | "Heaven is a Place on Earth"                 | Belinda Carlisle                 |
| 12 december  | "Faith"                                      | George Michael                   |
| 19 december  | "Faith"                                      | George Michael                   |
| 26 december  | "Faith"                                      | George Michael                   |